# Burzovní palác (Porto)
Burzovní palác (portugalsky Palácio da Bolsa) je historická budova v portugalském Portu. Byla postavena kolem poloviny 19. století Portským obchodním sdružením (Associação Comercial do Porto) v klasicistním stylu. Nachází se na náměstí Infante D. Henrique v historickém centru Porta, zapsaném na seznamu světového dědictví UNESCO.

## Historie

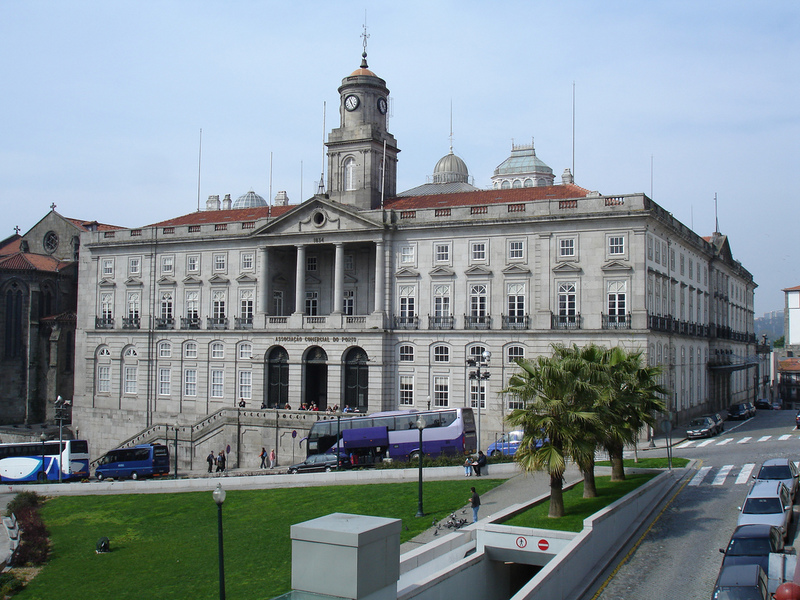
Průčelí

Palác se nachází vedle kostela svatého Františka, který byl kdysi součástí kláštera svatého Františka založeného ve 13. století. V roce 1832, během liberálních válek, požár poničil klášter, ale kostel ušetřil. V roce 1841 darovala královna Marie II. zříceninu kláštera městským obchodníkům, kteří se rozhodli místo využít ke stavbě sídla svého sdružení.

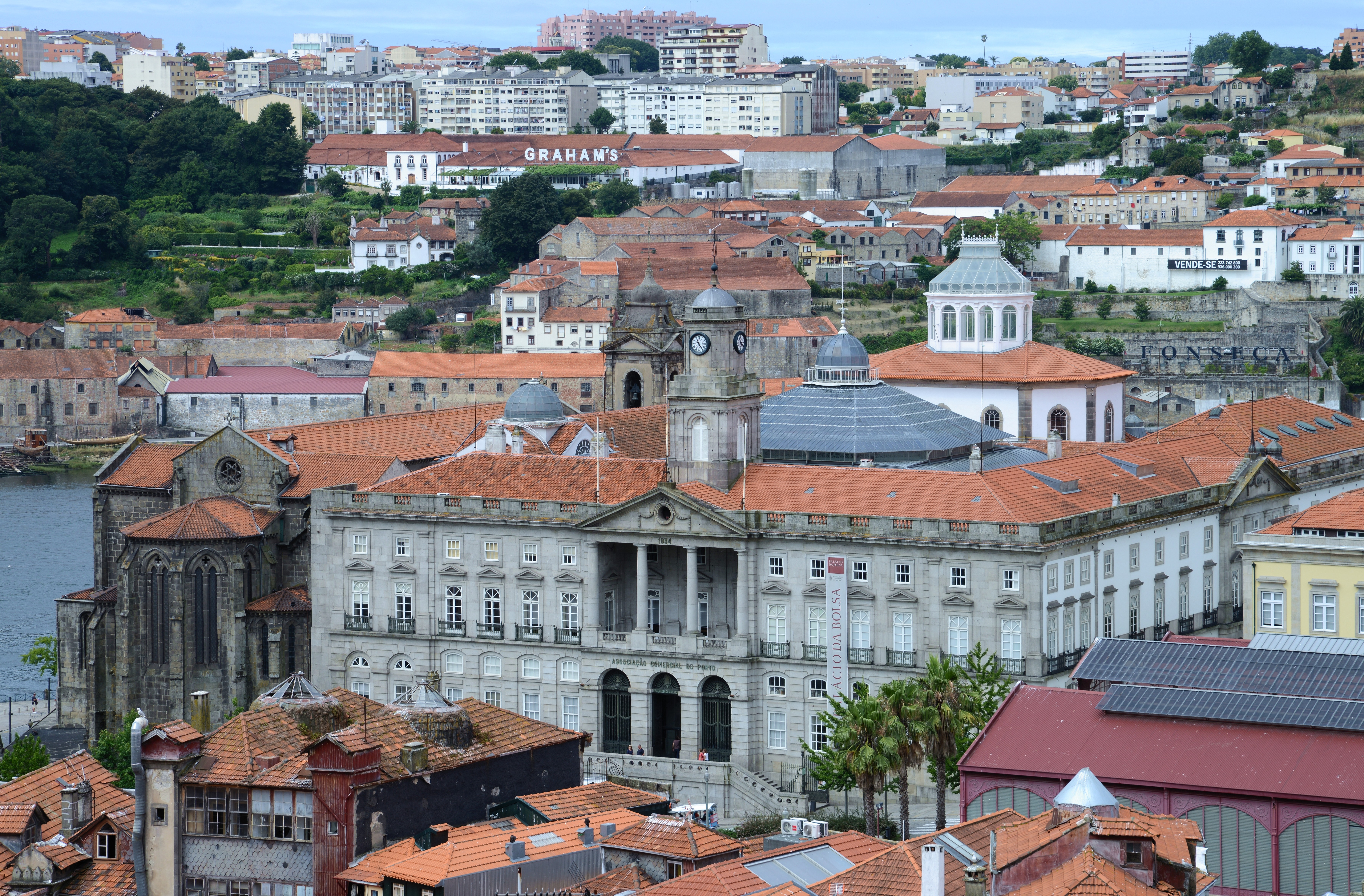
Pohled od katedrály v Portu

Stavební práce začaly v roce 1842 podle plánů portského architekta Joaquima da Costa Lima Júniora, který navrhl neoklasicistní palác palladiánské inspirace, navazující na předchozí stavby v Portu. Většina paláce byla dokončena v roce 1850, ale výzdoba interiéru byla hotová až v roce 1910 a podílelo se na ní několik různých umělců.
Burzovní palác je od roku 1982 chráněn jako národní památka Portugalska.

## Umění a architektura
Prvním architektem Palácio byl Joaquim da Costa Lima Júnior, který měl projekt na starosti v letech 1840 až 1860. Byl odpovědný za celkový návrh budovy, inspirovaný neopalladiánskou architekturou, která byla v Portu v módě od konce 18. století, jak dokazují budovy jako Nemocnice sv. Antonína (od anglického architekta Johna Carra), Anglická továrna (další Angličan John Whitehead) a několik projektů portugalského architekta Carlose Amaranteho.

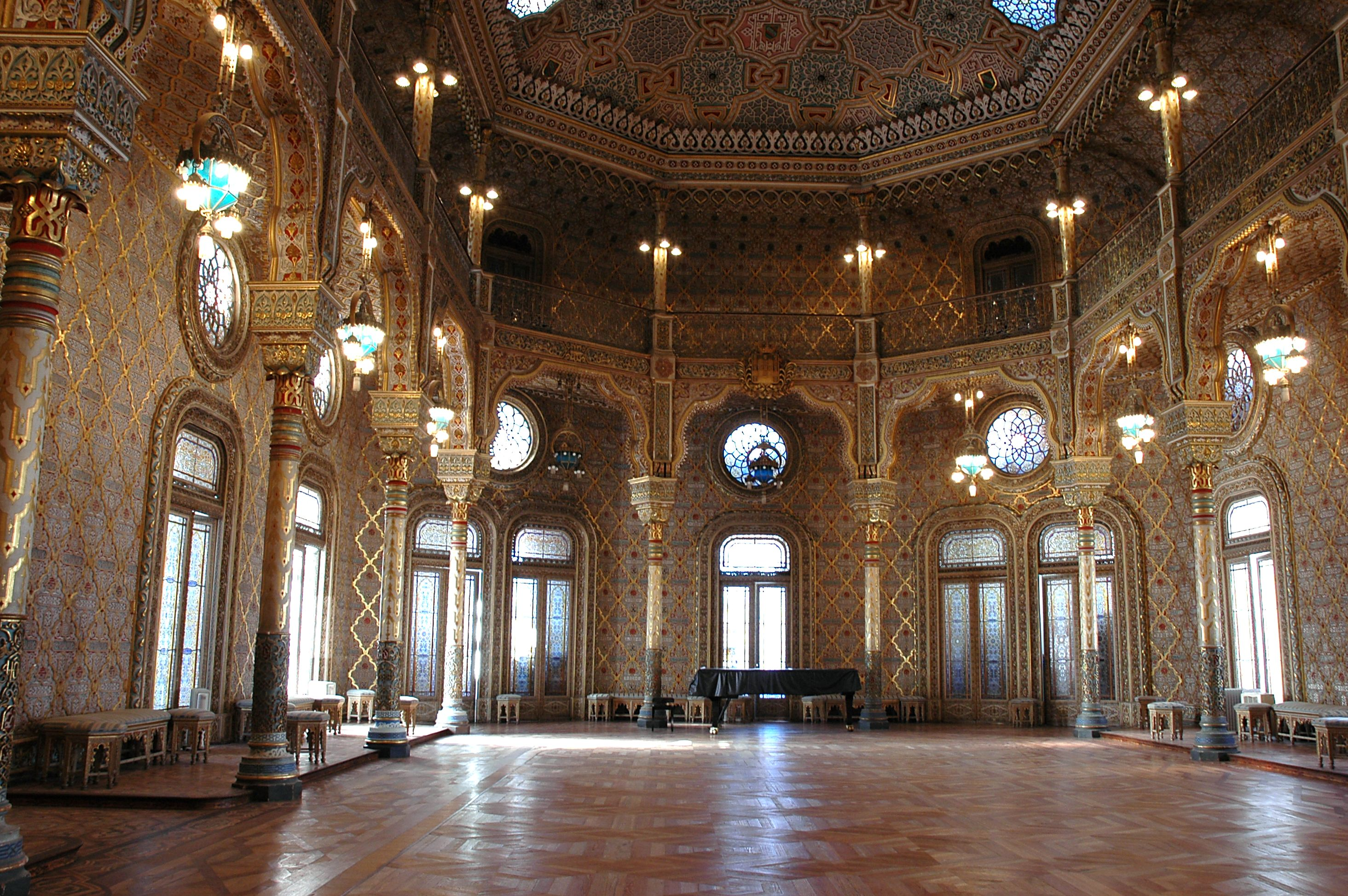
Neomaurský Arabský sál

Hrubá stavba byla dokončena v roce 1850, ale několik částí bylo později svěřeno jiným architektům: Gustavovi Adolfu Gonçalvesovi e Sousa (autor schodiště a Arabského sálu), Tomásu Augustovi Solerovi (kovové zaklenutí nádvoří) a Joelovi da Silva Pereira (Sál tribunálu), atd.
Interiér paláce, dokončený teprve v roce 1910, byl velkolepě vyzdoben několika umělci. Centrální nádvoří (Nádvoří národů, Pátio das Nações) je kryto velkou kovovou osmibokou kupolí se skleněnými panely, kterou navrhl Tomás Soler a byla postavena po roce 1880. Spodní část kupole zdobí malované erby Portugalska a zemí, se kterými mělo Portugalsko v 19. století obchodní vztahy. Ze zadní části nádvoří vede do horních pater přepychové schodiště, které v roce 1868 postavil Gonçalves e Sousa, a zdobí jej busty slavných sochařů Antónia Soarese dos Reis a Antónia Teixeira Lopese. Nástropní fresky vytvořil António Ramalho.
Reprezentační místnosti paláce – Sál tribunálu, Sál shromáždění, Zlatý sál – obsahují nábytek Josého Marquese da Silva, alegorické obrazy Josého Marii Velosy Salgada a Joãa Marquese de Oliveira, sochy Teixeira Lopese a mnoho dalších uměleckých děl. Vrcholem paláce je však Arabský sál, postavený v letech 1862 až 1880 Gonçalvesem e Sousou. Místnost je vyzdobena v exotickém stylu inspirovaném maurským uměním, módním v 19. století, a slouží jako přijímací sál pro osobnosti a hlavy států navštěvující Porto.

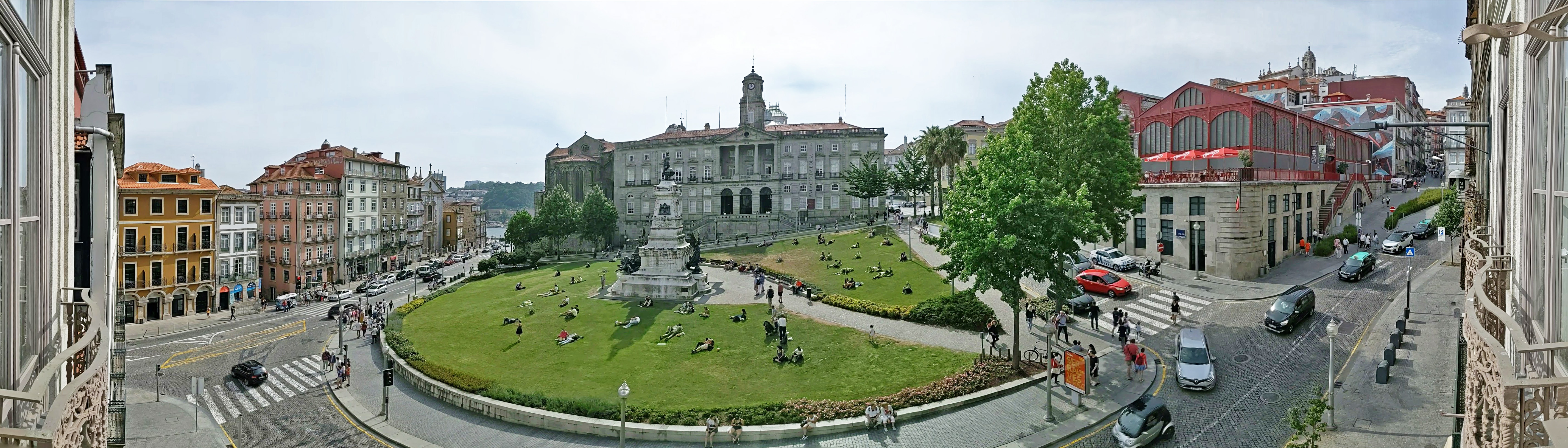
Palác s okolím